# Weißer Steinbruch

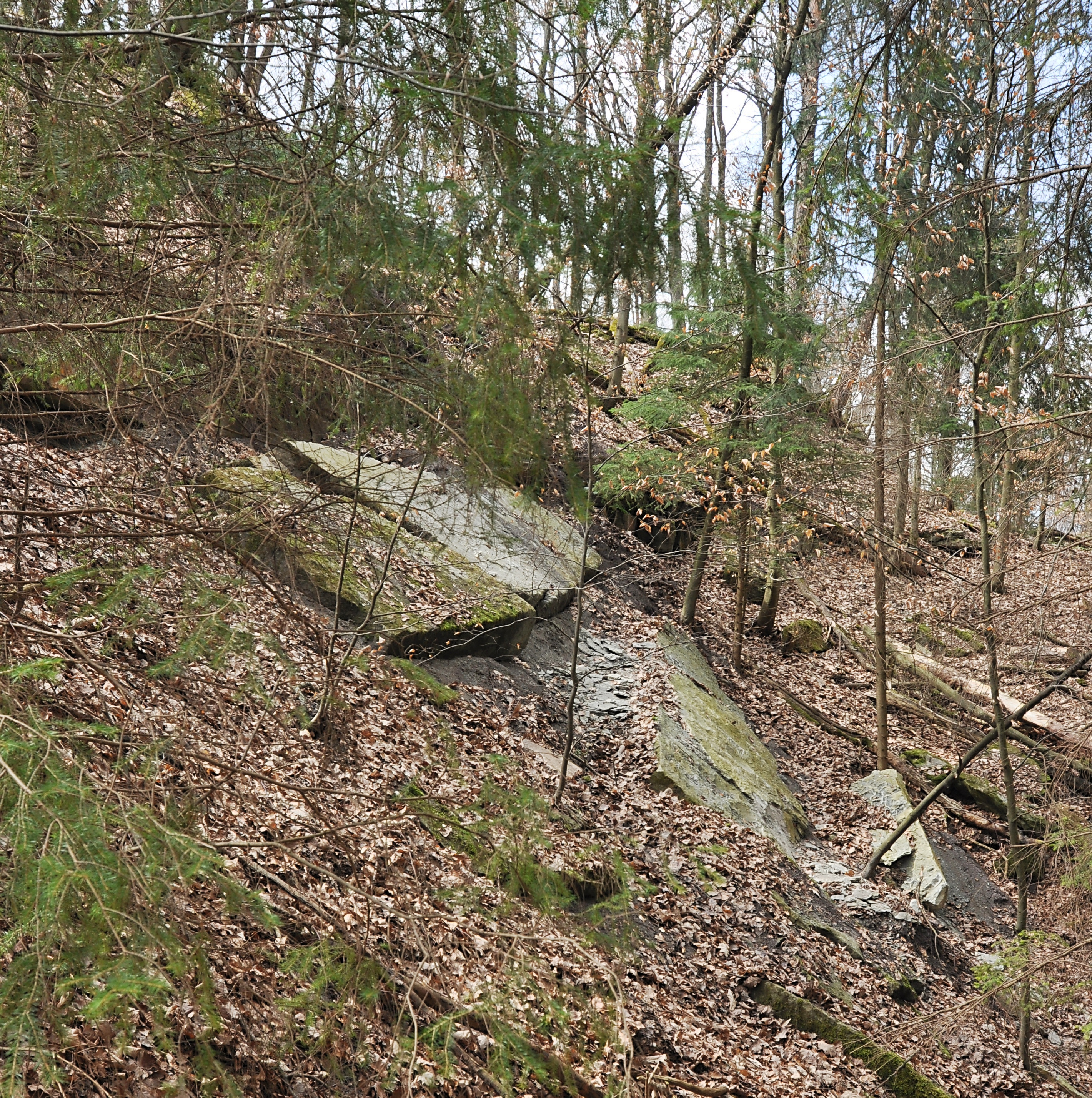
Sandsteinformation im Inneren des ehemaligen Steinbruchs

Der Weiße Steinbruch ist ein ehemaliger Steinbruch südlich von Pfaffenhofen in Württemberg am Höhenkamm des Stromberges.

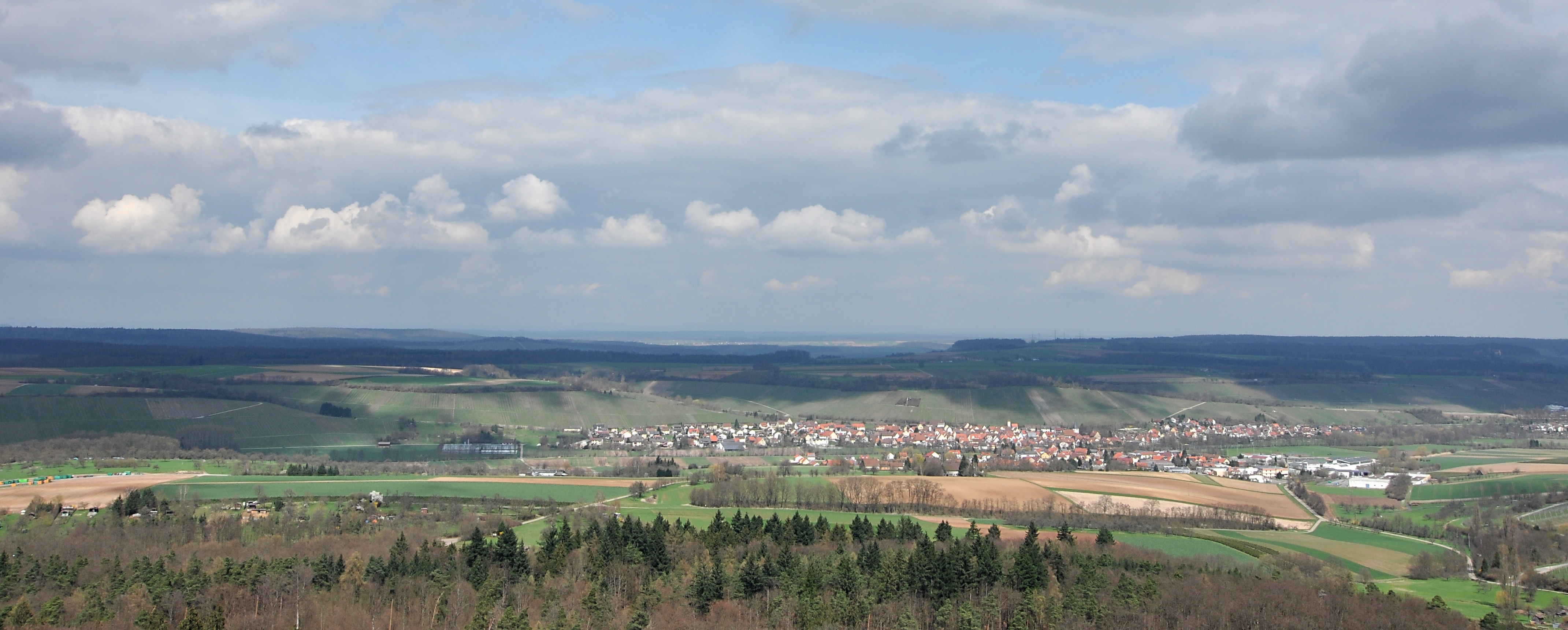
Ausblick von der Aussichtsplattform vor dem Steinbruch

Der Weiße Steinbruch diente dem Abbau von Stubensandstein als Baumaterial. Er war nur von 1902 bis 1914 in Betrieb, wurde jedoch bekannt durch seine Funde von Fossilien. Sowohl im Sandstein selbst als auch in den Tonlagen dazwischen wurden Fossilien gefunden.
Es wurden vor allem Fossilien von Reptilien, insbesondere Dinosauriern und urzeitlichen Krokodilen, sowie von Amphibien gefunden. Kein anderer Steinbruch im Keuper weist einen solchen Reichtum an Funden auf. Sie reichen zurück bis etwa 220 Millionen Jahre vor unserer Zeit. 1906 gelangte der erste Fund in den Besitz des Königlichen Stuttgarter Naturalienkabinetts: Der Pächter des Steinbruchs, Albert Burrer, überreichte Eberhard Fraas ein Rumpfstück eines Aetosauriers. Eine weitere spektakuläre Entdeckung waren die Skelettreste eines Sellosaurus (heutige wissenschaftliche Bezeichnung Plateosaurus gracilis), eines der ältesten europäischen Landdinosaurier. Aus dem Steinbruch stammt auch der Holotyp eines Raubsauriers, einem Procompsognathus. 
An der Bergkante vor dem Steinbruch wurde eine Aussichtsplattform errichtet, von der aus die Fernsicht über das gesamte Zabergäu und weite Teile des Heilbronner Neckarlandes bis zu den Höhen des Odenwalds reicht.
Der Weiße Steinbruch ist seit 1986 ein flächenhaftes Naturdenkmal. Er ist unter dem Namen Aufgelassener Weisser Steinbruch SW vom Rodbachhof auch als Geotop geschützt.